# Refjäger
Ein Refjäger (kurz für Referral-Jäger) ist ein Nutzer eines MLM-Systems, vor allem von Internetangeboten der Paid4-Szene, der sich durch das massenhafte Anwerben von Referrals auszeichnet. Oft wird den Referrals vom Refjäger eine Vergütung, meist in Online-Währungen geboten. Hat das MLM-System mehrere Ref-Ebenen, bieten sich Refjäger gegen Bezahlung im Netz an und werben gegen Vergütung neue Referrals in ihre erste Ebene, die dann beim Auftraggeber in der zweiten Ebene erscheinen. Dazu muss sich der Refjäger als Referral des Auftraggebers beim MLM-System anmelden.
Ein anderes Modell ergibt sich bei sogenannten Refrallyes, bei denen Refjäger angeworben werden, dem Auftraggeber möglichst viele Referrals in die 1. Ebene zu werben, damit er die Rallye gewinnt.